# Guillermo Durán
Guillermo Durán (Tucumán, 6 giugno 1988) è un tennista argentino.
Specialista del doppio, il suo miglior ranking ATP è il 48º posto del 23 maggio 2016. Vanta in questa specialità quattro titoli nel circuito ATP e diversi altri nei circuiti minori. In singolare ha vinto un solo titolo nel circuito ITF e dal 2019 gioca esclusivamente in doppio.

## Carriera

### 2005-2008, inizi e primo titolo ITF
Fa la sua prima apparizione tra i professionisti nel 2005 e inizia a giocare con continuità nel 2007. Già nei primi tornei si dimostra maggiormente competitivo in doppio e nel giugno 2008 vince il primo titolo nel torneo ITF Futures Brazil F9 di Fortaleza. Negli anni successivi giocherà soprattutto i tornei Futures e li abbandonerà nel 2014 dopo averne vinti 11 in doppio e uno in singolare, l'unico titolo di specialità in carriera, che conquista nel dicembre 2012 al torneo ITF Argentina F28.

### 2009-2013, primi titoli Challenger e top 140 in doppio
Il debutto nel circuito Challenger avviene nel 2009 e vince il primo incontro nel novembre 2010 alla sua quinta apparizione. Disputa la prima finale Challenger nell'ottobre 2012 a Villa Allende e, in coppia con Ariel Behar, viene sconfitto da Facundo Bagnis / Diego Junqueira. Dopo aver perso un'altra finale, nel settembre 2013 vince il primo titolo di categoria a Porto Alegre, dove assieme a Máximo González sconfigge in finale Víctor Estrella Burgos / João Souza con il punteggio di 3-6, 6-1, [10-5]. I due si ripetono il mese successivo trionfando nel Challenger argentino di San Juan, risultato che consente a Durán di salire al 140º posto nella classifica mondiale di doppio.

### 2014, esordio nel circuito ATP, 4 titoli Challenger e top 100
Nel giugno 2014 debutta con una vittoria nel circuito ATP al primo turno del Croatia Open Umag in coppia con Tejmuraz Gabašvili, e vengono eliminati nei quarti di finale. Nel corso della stagione disputa otto finali Challenger e vince quelle di Milano e Todi con González, e quelle di Porto Alegre e Cali con Guido Andreozzi, oltre a conquistare il suo ultimo titolo ITF. A luglio fa il suo ingresso nella top 100 del ranking e a ottobre raggiunge l'89ª posizione mondiale.

### 2015, 1ª semifinale ATP, 8 titoli Challenger e 61º nel ranking
Si migliora nel 2015 giocando 10 finali Challenger e ne vince 8 nei tornei di Bucaramanga, San Luis Potosí, Savannah, Fürth, Caltanissetta, Genova, Santiago del Cile e Guayaquil. A maggio disputa inoltre a Nizza la sua prima semifinale nel circuito maggiore in coppia con Andrés Molteni e vengono sconfitti da Jean-Julien Rojer / Horia Tecau. Fa il suo esordio in una prova del Grande Slam a Wimbledon in coppia con Thomaz Bellucci, vincono il primo incontro e vengono eliminati al secondo turno. A novembre porta il best ranking alla 61ª posizione.

### 2016, primi due titoli ATP e 48º nel ranking
Il primo trionfo nel circuito maggiore arriva nel febbraio 2016 all'Ecuador Open di Quito, gioca assieme a Pablo Carreño Busta e in finale sconfiggono Thomaz Bellucci / Marcelo Demoliner con il punteggio di 7-5, 6-4. Si ripete in aprile, questa volta in coppia con Máximo González, battendo nella finale di Casablanca Marin Draganja / Aisam-ul-Haq Qureshi per 6-2, 3-6, [10-6]. In quella prima parte della stagione raggiunge inoltre le semifinali ATP a San Paolo del Brasile e Istanbul e due finali Challenger, e a maggio raggiunge il best ranking in carriera al 48º posto mondiale.
Esce di nuovo al secondo turno a Wimbledon e a luglio raggiunge con Jonathan Erlich la semifinale al prestigioso ATP 500 di Amburgo, il mese successivo fa il suo debutto olimpico ai Giochi di Rio de Janeiro e viene eliminato al primo turno in coppia con Federico Delbonis. Sconfitto al primo turno anche agli US Open, l'unico risultato di rilievo a fine stagione sono i quarti di finale disputati all'ATP 500 di Vienna.

### 2017, due titoli ATP e due Challenger
Inizia il 2017 arrivando in semifinale all'ATP di Chennai e viene eliminato al primo turno nel suo esordio agli Australian Open. Nel periodo successivo si mette in luce raggiungendo la semifinale ATP di San Paolo del Brasile e vincendo una delle due finali Challenger disputate. Esce al primo turno nel suo esordio al Roland Garros. Tra luglio e agosto vince altri due titoli ATP, a Umago gioca con Andrés Molteni e battono in finale al terzo set Marin Draganja / Tomislav Draganja, mentre a Kitzbühel vince con Pablo Cuevas la finale contro Hans Podlipnik-Castillo / Andrėj Vasileŭski, di nuovo in tre set. A fine stagione vince con Molteni il Challenger di Orléans.

### 2018, una semifinale ATP e 5 titoli Challenger
L'unico risultato di rilievo del 2018 nel circuito ATP è la semifinale raggiunta in febbraio a Buenos Aires. La mancata conferma dei titoli vinti nella precedente estate europea lo fanno uscire in luglio dalla top 100, nella quale era rimasto quasi ininterrottamente dal giugno 2014, e a ottobre scende alla 171ª posizione. Fa subito rientro nella top 100 vincendo cinque titoli Challenger nel giro di sei settimane, imponendosi nelle finali dei tornei di Campinas, Lima, Guayaquil, Montevideo e Buenos Aires.

### 2019, ottavi di finale al Roland Garros, 2 semifinali ATP e tre titoli Challenger
Continua a non raccogliere risultati positivi in singolare, nel 2015 aveva iniziato a diradare gli impegni nella specialità e gioca l'ultimo incontro nel 2019. A inizio stagione vince in doppio il Challenger di Punta del Este e raggiunge la semifinale al torneo ATP di Córdoba. Nell'arco del 2019 disputa altre cinque finali Challenger e vince il titolo ad Alicante e a Braunschweig. Disputa il Roland Garros con Federico Delbonis e per la prima volta si spinge fino agli ottavi di finale in una prova del Grande Slam. L'ultimo risultato significativo della stagione è la semifinale raggiunta con Molteni al torneo ATP di Gstaad.

### 2020-2022, 1 finale e 3 semifinali ATP, 11 titoli Challenger, uscita e rientro nella top 100
Torna a disputare una finale ATP nel febbraio 2020 a Buenos Aires, dove gioca in coppia con Juan Ignacio Londero e vengono sconfitti 18-16 nel set decisivo dagli specialisti Marcel Granollers / Horacio Zeballos. Nel prosieguo della stagione, nella quale il tennis osserva una lunga pausa per la pandemia di COVID-19, non va oltre a tre semifinali Challenger. Nel febbraio 2021 perde in semifinale all'ATP di Córdoba. Nel corso della stagione disputa tre finali Challenger e vince i tornei di Belgrado e Porto. Non ripete così i risultati del 2019 e a maggio esce dalla top 100. Nel 2022 arriva in semifinale nei tornei ATP di Córdoba e Santiago del Cile e vince i Challenger di Tigre II, Coquimbo, Corrientes, Todi, Buenos Aires, Rio de Janeiro, Guayaquil, São Leopoldo e Temuco. A novembre rientra nella top 100 e sale alla 74ª posizione.

### 2023-2024, 6 titoli Challenger
A gennaio vince il Challenger a Concepción assieme ad Andreozzi e all'ATP 250 del Córdoba Open raggiungono i quarti. Ad aprile perdono le finali al Challenger 125 di Sarasota e all'Ostrava Open. Riprende a giocare nel circuito maggiore e vince solo 2 dei 9 incontri disputati, uscendo al turno di esordio negli ultimi tornei stagionali del Grande Slam. A settembre perde in finale al Challenger Open Bogotá in coppia con Orlando Luz. Le vittorie di fine stagione con Andreozzi al Campeonato Internacional de Campinas e all'Uruguay Open non compensano i punti persi dei successi di fine 2023 e a novembre esce dalla top 100. All'inizio del 2024 disputa con Andreozzi due finali Challenger e vincono quella di Piracicaba. Rimane inattivo da inizio marzo e rientra nel circuito dopo tre mesi per giocare in coppia con Marcelo Demoliner. Sceso al 136º posto mondiale, a giugno perdono in semifinale al Challenger 125 Emilia-Romagna Tennis Cup, il mese dopo vincono i Challenger di Amersfoort e Verona e si riporta a ridosso della top 100. Ad agosto si prende un'altra pausa.

### 2025
Rientra nel febbraio 2025 e si trova fuori dalla top 200, dopo un negativo inizio di stagione perde la finale al Paraguay Open assieme a Mariano Kestelboim.

## Statistiche
Aggiornate al 24 marzo 2025.

### Doppio

#### Vittorie (4)
| Legenda doppio            |
| Grande Slam (0)           |
| ATP World Tour Finals (0) |
| ATP Masters 1000 (0)      |
| ATP World Tour 500 (0)    |
| ATP World Tour 250 (4)    |

| N. | Data            | Torneo                           | Superficie  | Compagno            | Avversari in finale                       | Punteggio           |
| 1. | 6 febbraio 2016 | Ecuador Open, Quito              | Terra rossa | Pablo Carreño Busta | Thomaz Bellucci Marcelo Demoliner         | 7-5, 6-4            |
| 2. | 9 aprile 2016   | Grand Prix Hassan II, Casablanca | Terra rossa | Máximo González     | Marin Draganja Aisam-ul-Haq Qureshi       | 6-2, 3-6, [10-6]    |
| 3. | 22 luglio 2017  | Croatia Open Umag, Umago         | Terra rossa | Andrés Molteni      | Marin Draganja Tomislav Draganja          | 6-3, 6(4)-7, [10-6] |
| 4. | 5 agosto 2017   | Austrian Open, Kitzbühel         | Terra rossa | Pablo Cuevas        | Hans Podlipnik-Castillo Andrėj Vasileŭski | 6-4, 4-6, [12-10]   |

#### Finali perse (1)
| Legenda                   |
| Grande Slam (0)           |
| ATP World Tour Finals (0) |
| ATP Masters 1000 (0)      |
| ATP World Tour 500 (0)    |
| ATP World Tour 250 (1)    |

| N. | Data             | Torneo                       | Superficie  | Compagno             | Avversari in finale                | Punteggio         |
| 1. | 16 febbraio 2020 | Argentina Open, Buenos Aires | Terra rossa | Juan Ignacio Londero | Marcel Granollers Horacio Zeballos | 4-6, 7-5, [16-18] |

### Tornei minori

#### Singolare

##### Vittorie (1)
| Legenda tornei minori |
| Challenger (0)        |
| Futures (1)           |

##### Finali perse (9)
| Legenda tornei minori |
| Challenger (0)        |
| Futures (9)           |

#### Doppio

##### Vittorie (52)
| Legenda tornei minori |
| Challenger (41)       |
| Futures (11)          |

| N.  | Data              | Torneo                                           | Superficie  | Compagno              | Avversari in finale                            | Punteggio               |
| 1.  | 28 settembre 2013 | Aberto do Rio Grande do Sul, Porto Alegre        | Terra rossa | Máximo González       | Víctor Estrella Burgos João Souza              | 3-6, 6-1, [10-5]        |
| 2.  | 12 ottobre 2013   | Copa San Juan Gobierno, San Juan                 | Terra rossa | Máximo González       | Martín Alund Facundo Bagnis                    | 6-3, 6-0                |
| 3.  | 21 giugno 2014    | Aspria Tennis Cup, Milano                        | Terra rossa | Máximo González       | James Cerretani Frank Moser                    | 6-3, 6-3                |
| 4.  | 5 luglio 2014     | Internazionali Città dell'Aquila, Todi           | Terra rossa | Máximo González       | Riccardo Ghedin Claudio Grassi                 | 6-1, 3-6, [10-7]        |
| 5.  | 27 settembre 2014 | Aberto do Rio Grande do Sul, Porto Alegre        | Terra rossa | Guido Andreozzi       | Facundo Bagnis Diego Schwartzman               | 6-3, 6-3                |
| 6.  | 3 ottobre 2014    | Open Cali II, Cali                               | Terra rossa | Guido Andreozzi       | Alejandro González César Ramírez               | 6-3, 6-4                |
| 7.  | 31 gennaio 2015   | Open Bucaramanga, Bucaramanga                    | Terra rossa | Andrés Molteni        | Nicolás Barrientos Eduardo Struvay             | 7-5, 6(8)-7, [10-0]     |
| 8.  | 4 aprile 2015     | San Luis Potosí Challenger, San Luis Potosí      | Terra rossa | Horacio Zeballos      | Sergio Galdós Guido Pella                      | 7-6(4), 6-4             |
| 9.  | 25 aprile 2015    | Savannah Challenger, Savannah                    | Terra verde | Horacio Zeballos      | Dennis Novikov Julio Peralta                   | 6-4, 6-3                |
| 10. | 6 giugno 2015     | Franken Challenge, Fürth                         | Terra rossa | Horacio Zeballos      | Íñigo Cervantes Renzo Olivo                    | 6-1, 6-3                |
| 11. | 13 giugno 2015    | Città di Caltanissetta, Caltanissetta            | Terra rossa | Guido Andreozzi       | Lee Hsin-han Alessandro Motti                  | 6-3, 6-2                |
| 12. | 12 settembre 2015 | Genoa Open Challenger, Genova                    | Terra rossa | Horacio Zeballos      | Andrea Arnaboldi Alessandro Giannessi          | 7-5, 6-4                |
| 13. | 24 ottobre 2015   | Santiago Challenger, Santiago del Cile           | Terra rossa | Máximo González       | Andrej Martin Hans Podlipnik-Castillo          | 7-6(2), 7-5             |
| 14. | 7 novembre 2015   | Challenger Ciudad de Guayaquil, Guayaquil        | Terra rossa | Andrés Molteni        | Gastão Elias Fabrício Neis                     | 6-3, 6-4                |
| 15. | 9 giugno 2017     | Czech Open, Prostějov                            | Terra rossa | Andrés Molteni        | Roman Jebavý Hans Podlipnik-Castillo           | 7-6(5), 6(5)-7, [10-6]  |
| 16. | 29 settembre 2017 | Open d'Orléans, Orléans                          | Cemento (i) | Andrés Molteni        | Jonathan Eysseric Tristan Lamasine             | 6-3, 6(4)-7, [13-11]    |
| 17. | 6 ottobre 2018    | Campeonato Internacional de Campinas, Campinas   | Terra rossa | Hugo Dellien          | Franco Agamenone Fernando Romboli              | 7-5, 6-4                |
| 18. | 27 ottobre 2018   | Lima Challenger, Lima                            | Terra rossa | Guido Andreozzi       | Ariel Behar Gonzalo Escobar                    | 2-6, 7-6(5), [10-5]     |
| 19. | 3 novembre 2018   | Challenger Ciudad de Guayaquil, Guayaquil        | Terra rossa | Roberto Quiroz        | Thiago Monteiro Fabrício Neis                  | 6-3, 6-2                |
| 20. | 10 novembre 2018  | Uruguay Open, Montevideo                         | Terra rossa | Guido Andreozzi       | Facundo Bagnis Andrés Molteni                  | 7-6(5), 6-4             |
| 21. | 17 novembre 2018  | Challenger de Buenos Aires, Buenos Aires         | Terra rossa | Guido Andreozzi       | Marcelo Demoliner Andrés Molteni               | 6-4, 4-6, [10-3]        |
| 22. | 26 gennaio 2019   | Punta Open, Punta del Este                       | Terra rossa | Guido Andreozzi       | Sander Gillé Joran Vliegen                     | 6-2, 6(6)-7, [10-8]     |
| 23. | 6 aprile 2019     | JC Ferrero Challenger Open, Alicante             | Terra rossa | Thomaz Bellucci       | Gerard Granollers Pujol Pedro Martínez         | 2-6, 7-5, [10-5]        |
| 24. | 13 luglio 2019    | Braunschweig Open, Braunschweig                  | Terra rossa | Simone Bolelli        | Antonio Šančić Nathaniel Lammons               | 6-3, 6-2                |
| 25. | 17 aprile 2021    | Serbia Challenger Open, Belgrado                 | Terra rossa | Andrés Molteni        | Tomislav Brkić Nikola Ćaćić                    | 6-4, 6-4                |
| 26. | 3 luglio 2021     | Porto Open, Porto                                | Cemento     | Guido Andreozzi       | Renzo Olivo Miguel Ángel Reyes Varela          | 6(5)-7, 7-6(5), [11-9]  |
| 27. | 30 aprile 2022    | Challenger de Tigre II, Tigre                    | Terra rossa | Felipe Meligeni Alves | Luciano Darderi Juan Bautista Torres           | 3-6, 6-4, [10-3]        |
| 28. | 14 maggio 2022    | Challenger Coquimbo, Coquimbo                    | Terra rossa | Nicolás Mejía         | Diego Hidalgo Cristian Rodríguez               | 6-4, 1-6, [10-7]        |
| 29. | 18 giugno 2022    | Corrientes Challenger, Corrientes                | Terra rossa | Guido Andreozzi       | Nicolás Álvarez Murkel Dellien                 | 7-5, 6-2                |
| 30. | 9 luglio 2022     | Internazionali Città di Todi, Todi               | Terra rossa | Guido Andreozzi       | Romain Arneodo Jonathan Eysseric               | 6-1, 2-6, [10-6]        |
| 31. | 1º ottobre 2022   | Challenger de Buenos Aires, Buenos Aires         | Terra rossa | Guido Andreozzi       | Román Andrés Burruchaga Facundo Díaz Acosta    | 6-0, 7-5                |
| 32. | 15 ottobre 2022   | ATP Challenger do Rio de Janeiro, Rio de Janeiro | Terra rossa | Guido Andreozzi       | Karol Drzewiecki Jakub Paul                    | 6-3, 6-2                |
| 33. | 5 novembre 2022   | Challenger Ciudad de Guayaquil, Guayaquil        | Terra rossa | Guido Andreozzi       | Facundo Díaz Acosta Luis David Martínez        | 6-0, 6-4                |
| 34. | 19 novembre 2022  | São Léo Open, São Leopoldo                       | Terra rossa | Guido Andreozzi       | Felipe Meligeni Alves João Lucas Reis da Silva | 5-1 ritirati            |
| 35. | 26 novembre 2022  | Challenger Temuco, Temuco                        | Cemento     | Guido Andreozzi       | Luis David Martínez Jeevan Nedunchezhiyan      | 6-4, 6-2                |
| 36. | 28 gennaio 2023   | Challenger Concepción, Concepción                | Terra rossa | Guido Andreozzi       | Luciano Darderi Oleg Prihodko                  | 7-6(1), 6(3)-7, [10-7]  |
| 37. | 8 ottobre 2023    | Campeonato Internacional de Campinas, Campinas   | Terra rossa | Guido Andreozzi       | Diego Hidalgo Cristian Rodríguez               | 7-6(4), 6-3             |
| 38. | 18 novembre 2023  | Uruguay Open, Montevideo                         | Terra rossa | Guido Andreozzi       | Boris Arias Federico Zeballos                  | 2-6, 7-6(2), [10-8]     |
| 39. | 3 febbraio 2024   | Brasil Tennis Challenger, Piracicaba             | Terra rossa | Guido Andreozzi       | Daniel Dutra da Silva Pedro Sakamoto           | 6-2, 7-6(5)             |
| 40. | 20 luglio 2024    | Dutch Open, Amersfoort                           | Terra rossa | Marcelo Demoliner     | Jay Clarke David Stevenson                     | 7-6(2), 6-4             |
| 41. | 27 luglio 2024    | Internazionali di Verona, Verona                 | Terra rossa | Marcelo Demoliner     | Yanaki Milev Petr Nesterov                     | 6(6)-7, 7-6(2), [15-13] |

##### Finali perse (34)
| Legenda tornei minori |
| Challenger (25)       |
| Futures (9)           |

| N.  | Data              | Torneo                                                  | Superficie  | Compagno             | Avversari in finale                       | Punteggio              |
| 1.  | 20 ottobre 2012   | Copa Cordoba, Villa Allende                             | Terra rossa | Ariel Behar          | Facundo Bagnis Diego Junqueira            | 1-6, 2-6               |
| 2.  | 27 luglio 2013    | Trofeo Bellaveglia, Orbetello                           | Terra rossa | Renzo Olivo          | Marco Crugnola Simone Vagnozzi            | 6(3)-7, 7-6(5), [6-10] |
| 3.  | 22 marzo 2014     | Panama Challenger, Città di Panama                      | Terra rossa | Martín Alund         | František Čermák Michail Elgin            | 6-4, 3-6, [8-10]       |
| 4.  | 26 aprile 2014    | Santos Open, Santos                                     | Terra rossa | Renzo Olivo          | Máximo González Andrés Molteni            | 5-7, 4-6               |
| 5.  | 14 giugno 2014    | Internationaux de Tennis de Blois, Blois                | Terra rossa | Máximo González      | Tristan Lamasine Laurent Lokoli           | 5-7, 0-6               |
| 6.  | 28 giugno 2014    | Challenger 2001 Team Padova, Padova                     | Terra rossa | Máximo González      | Roberto Maytín Andrés Molteni             | 2-6, 6-3, [8-10]       |
| 7.  | 11 aprile 2015    | Torneo Internacional Challenger León, León              | Cemento     | Horacio Zeballos     | Austin Krajicek Rajeev Ram                | 2-6, 5-7               |
| 8.  | 17 ottobre 2015   | Corrientes Challenger, Corrientes                       | Terra rossa | Máximo González      | Julio Peralta Horacio Zeballos            | 2-6, 3-6               |
| 9.  | 7 maggio 2016     | Open du Pays d'Aix, Aix-en-Provence                     | Terra rossa | Máximo González      | Oliver Marach Philipp Oswald              | 1-6, 6-4, [7-10]       |
| 10. | 14 maggio 2016    | Tournoi International de Bordeaux, Bordeaux             | Terra rossa | Máximo González      | Johan Brunström Andreas Siljeström        | 1-6, 6-3, [4-10]       |
| 11. | 18 marzo 2017     | Copa Ciudad de Tigre, Tigre                             | Cemento     | Guido Andreozzi      | Máximo González Andrés Molteni            | 1-6, 7-6(6), [5-10]    |
| 12. | 10 marzo 2018     | Santiago Challenger, Santiago del Cile                  | Terra rossa | Guido Andreozzi      | Romain Arneodo Jonathan Eysseric          | 6(4)-7, 6-1, [10-12]   |
| 13. | 19 maggio 2018    | Tournoi International de Bordeaux, Bordeaux             | Terra rossa | Máximo González      | Bradley Klahn Peter Polansky              | 3-6, 6-3, [7-10]       |
| 14. | 15 settembre 2018 | Szczecin Open, Stettino                                 | Terra rossa | Guido Andreozzi      | Karol Drzewiecki Filip Polášek            | 3-6, 4-6               |
| 15. | 20 aprile 2019    | Tunis Open, Tunisi                                      | Terra rossa | Facundo Argüello     | Ruben Bemelmans Tim Pütz                  | 3-6, 1-6               |
| 16. | 27 aprile 2019    | Internazionali di Tennis d'Abruzzo, Francavilla         | Terra rossa | David Vega Hernández | Denys Molčanov Igor Zelenay               | 3-6, 1-6               |
| 17. | 18 maggio 2019    | Lisboa Belém Open, Lisbona                              | Terra rossa | Guido Andreozzi      | Philipp Oswald Filip Polášek              | 5-7, 2-6               |
| 18. | 1º maggio 2021    | , Garden Open II, Roma                                  | Terra rossa | Guido Andreozzi      | Sadio Doumbia Fabien Reboul               | 5-7, 3-6               |
| 19. | 8 ottobre 2022    | Campeonato Internacional de Tênis de Campinas, Campinas | Terra rossa | Guido Andreozzi      | Boris Arias Federico Zeballos             | 5-7, 2-6               |
| 20. | 29 ottobre 2022   | Lima Challenger II, Lima                                | Terra rossa | Guido Andreozzi      | Jesper de Jong Max Houkes                 | 6-7, 6-3, [10-12]      |
| 21. | 15 aprile 2023    | Sarasota Open, Sarasota                                 | Terra verde | Guido Andreozzi      | Julian Cash Henry Patten                  | 6(4)-7, 4-6            |
| 22. | 29 aprile 2023    | Ostrava Open, Ostrava                                   | Terra rossa | Guido Andreozzi      | Robert Galloway Miguel Ángel Reyes Varela | 5-7, 6(5)-7            |
| 23. | 30 settembre 2023 | Open Bogotá, Bogotà                                     | Terra rossa | Orlando Luz          | Renzo Olivo Thiago Agustín Tirante        | 6(6)-7, 4-6            |
| 24. | 27 gennaio 2024   | Punta Open, Punta del Este                              | Terra rossa | Guido Andreozzi      | Murkel Dellien Federico Agustín Gómez     | 3-6, 2-6               |
| 25. | 22 marzo 2025     | Paraguay Open, Asunción                                 | Terra rossa | Mariano Kestelboim   | Vasil Kirkov Matías Soto                  | 3-6, 4-6               |

## Risultati in progressione
| Sigla | Risultato               |
| ----- | ----------------------- |
| V     | Vincitore               |
| F     | Finalista               |
| SF    | Semifinalista           |
| O     | Oro olimpico            |
| A     | Argento olimpico        |
| SF    | Bronzo olimpico         |
| QF    | Quarti di Finale        |
| 4T    | Quarto turno            |
| 3T    | Terzo turno             |
| 2T    | Secondo turno           |
| 1T    | Primo turno             |
| RR    | Round Robin             |
| LQ    | Turno di qualificazione |
| A     | Assente                 |
| ND    | Non disputato           |

| Legenda superfici    |
| -------------------- |
| Cemento              |
| Terra battuta        |
| Erba                 |
| Superficie variabile |

### Doppio
| Torneo                     | 2015 | 2016 | 2017          | 2018          | 2019          | 2020          | 2021 | 2022 | 2023 | V-S  |
| Tornei Grande Slam         |      |      |               |               |               |               |      |      |      |      |
| Australian Open, Melbourne | A    | 1T   | 1T            | 1T            | 1T            | 1T            | 1T   | A    | 1T   | 0-7  |
| Open di Francia, Parigi    | A    | 1T   | A             | 1T            | 3T            | A             | A    | A    | 1T   | 2-4  |
| Wimbledon, Londra          | 2T   | 2T   | 1T            | A             | 1T            | ND            | A    | A    | 1T   | 2-5  |
| US Open, New York          | 1T   | 1T   | 1T            | A             | 1T            | A             | A    | A    | 1T   | 0-5  |
| Vittorie-Sconfitte         | 1-2  | 1-4  | 0-3           | 0-2           | 2-4           | 0-1           | 0-1  | 0-0  | 0-4  | 4-21 |
| Giochi Olimpici            |      |      |               |               |               |               |      |      |      |      |
| Giochi Olimpici            | ND   | 1T   | Non disputati | Non disputati | Non disputati | Non disputati | A    | ND   | ND   | 0-1  |
| Vittorie-Sconfitte         | ND   | 0-1  | Non disputati | Non disputati | Non disputati | Non disputati | 0-0  | ND   | ND   | 0-1  |